# Kanak Jha
Kanak Jha (Milpitas, 19 giugno 2000) è un tennistavolista statunitense.
Ha partecipato a tre edizioni dei Giochi olimpici (2016, 2020, e 2024) ed è stato campione nazionale per cinque volte, vincendone quattro consecutivi dal 2016 al 2019 e di nuovo nel 2024.